# نينا سوسانيا
نينا سوسانيا (بالإنجليزية: Nina Sosanya)‏ هي ممثلة بريطانية، ولدت في 6 يونيو 1969 بلندن في المملكة المتحدة.

## أعمال

### أفلام
- (2003) الحب الحقيقي

## وصلات خارجية
- نينا سوسانيا على موقع IMDb (الإنجليزية)
- نينا سوسانيا على موقع قاعدة بيانات الأفلام العربية
- نينا سوسانيا على موقع ألو سيني (الفرنسية)
- نينا سوسانيا على موقع أول موفي (الإنجليزية)
- نينا سوسانيا على موقع قاعدة بيانات الأفلام السويدية (السويدية)
- نينا سوسانيا على موقع قاعدة بيانات الفيلم (الإنجليزية)
- نينا سوسانيا على موقع كينوبويسك (الروسية)